# تپه بزرگ (زمین حاج صیف علی صداقت)
تپه بزرگ (زمین حاج صیف علی صداقت) مربوط به عصر آهن - دوران پارتی است و در شهرستان گرمی، بخش مرکزی، دهستان اجارود مرکزی، روستای شکرلو سفلی واقع شده و این اثر در تاریخ ۱۲ دی ۱۳۸۶ با شمارهٔ ثبت ۲۰۳۳۵ به‌عنوان یکی از آثار ملی ایران به ثبت رسیده است.